# 地球之眼卫星公司
GeoEye卫星公司（英語：GeoEye Inc.）是美国一家商用卫星图像公司，坐落于弗吉尼亚州赫恩登，為世界上最大的卫星遥感影像公司，母公司为博龍資產管理。
其前身是1992创立的Orbital图像公司旗下的一个部门，当时土地遥感政策法刚刚允许私人公司从事卫星图像领域。1997年从该公司分离出来后于2006年更名为GeoEye卫星公司。公司結業前的主要资产是一颗名为IKONOS的商用卫星。 2013 年，GeoEye被DigitalGlobe收购。

## 公司概况
GeoEye公司向微软和雅虎的搜索引擎提供超过253,000,000平方公里的卫星图像。但是谷歌表示公司从未使用GeoEye的服务。并称其所用的卫星图像来自美國國家地理空間情報局。
总部位于赫恩登市，并在赫恩登市和科罗拉多州的桑顿市均设有卫星控制中心，在密苏里州的圣路易斯进行图像处理。公司在全球还有用数个卫星监测中心。
从2001年起，公司由前宇航员兼中将的詹姆斯·艾伦·亚伯拉罕担任董事长。
GeoEye目前主要的竞争对手是美国DigitalGlobe公司和法国Spot Image公司。

## 卫星
GeoEye卫星拥有多颗地球观测卫星，能够拍摄精度1米以下的可视或者近红外图像。

### IKONOS
IKONOS于1997年发射，能够以每分钟2000平方公里的速度拍摄地球。其黑白(全色)图像的拍摄精度为82厘米，彩色(多谱段)圖像的拍攝精度為3.2米。它在681千米的高空运行并且每98分钟绕地球一圈。它採用太陽同步軌道，出現在地球同一點上空的時間為上午10:30平太陽時。这颗卫星目前由公司位于科罗拉多州的桑顿的卫星控制中心控制。

### OrbView-2商用卫星
OrbView-2商用卫星由Orbital公司于1997年负责发射，拍摄地球陆地及海洋表面的全彩图像。渔业工作者用OrbView-2提供的海洋讯息绘制渔业地图。除此之外，它还提供范围达2800公里的大型地图以供海军作战，环境监控以及农作物评估等使用。OrbView-2还携带有NASA的SeaWiFS传感器。它由位于公司弗吉尼亚州赫恩登市的卫星控制中心控制，并于2010年12月11日停止拍摄图像。

### OrbView-3
OrbView-3商用衛星由Orbital公司於2006年負責發射，以每分鐘拍摄2000平方公里的地球表面图像。其黑白(全色)圖像的拍攝精度為1米，彩色(多谱段)圖像的拍攝精度為4米。这颗卫星每天搜集约210,000平方公里的图像数据。它每三天会回到同一个位置，运行倾角为50度。同IKONOS商用衛星一样，它也采用太陽同步軌道，出现在同一点上空的时间为上午10:30平太阳时。
2007年4月23日，GeoEye向美国证监会递交了一份8-K表格,声称这颗卫星将永久性的暂停服务。因为尽管公司还能控制OrbView-3在地球轨道上的运转，这颗卫星已不能提供任何有价值的图像。2011年3月13日，该卫星在人为的控制下坠毁于太平洋地区。

### GeoEye-1
GeoEye-1商用衛星于2008年9月6日上午11点57分发射，并于58分钟56秒后和美国麦道公司德尔塔-2运载火箭成功分离。它提供范围15.2千米的地球表面图像，其黑白(全色)圖像的拍攝精度為41厘米，彩色(多谱段)圖像的拍攝精度為1.65米。它採用太陽同步軌道，飞行高度681千米，运行倾角98度。出現在地球同一點上空的時間為上午10:30平太陽時。这颗卫星由通用动力公司在亚利桑那州负责制造，目前由GeoEye公司位于Herndon的分部控制。

### GeoEye-2
GeoEye公司和ITT公司合作，计划于2013年发射这枚卫星，它的拍摄精度将达到25厘米。洛克西德马丁公司将取代通用动力公司为这颗卫星制造运载火箭。

## 拍摄军用设施
2007年7月7日，Geo Eye公司用自己的一颗GeoEye卫星拍到停泊在中国大连港内的“晋级”(094型)核潜艇。
2009年9月29日，GeoEye-1卫星拍摄到在德黑兰西南方100哩处的军事设施，疑似伊朗的铀浓缩地下工厂。
2013年1月1日，GeoEye-1卫星在西安阎良军用机场拍摄到运-20运输机在跑道上的现场测试图。

## 区域分支机构
- 中东空间成像公司
- 日本空间成像公司